# شارلوت باركر
شارلوت باركر (بالإنجليزية: Charlotte Barker)‏ هي ممثلة بريطانية، ولدت في 1962.

## وصلات خارجية
- شارلوت باركر على موقع IMDb (الإنجليزية)
- شارلوت باركر على موقع قاعدة بيانات الفيلم (الإنجليزية)